# Harbor Lights (album)
Harbor Lights – wydany w 1993 roku album amerykańskiego muzyka Bruce Hornsby. Jest to jego pierwszy z trzech solowych albumów i czwarty ogólnie. Po raz pierwszy pojawił się bez swojego zespołu The Range.

## Lista utworów
Wszystkie utwory napisał Bruce Hornsby
1. "Harbor Lights"
2. "Talk of the Town"
3. "Long Tall Cool One"
4. "China Doll"
5. "Fields of Gray"
6. "Rainbow's Cadillac"
7. "Passing Through"
8. "The Tide Will Rise" (Bruce Hornsby, John Hornsby)
9. "What a Time" (Bruce Hornsby, John Hornsby)
10. "Pastures of Plenty"

## Muzycy
- Bruce Hornsby
- Jimmy Haslip
- John Molo